# Ґося Анджеєвіч
Ґося Анджеєвіч (пол. Gosia Andrzejewicz; нар. 14 січня 1984, Битом, Сілезьке воєводство, Польща) — польська поп-виконавиця. При народжені мала ім'я — Мавґожата Анджейчук (пол. Małgorzata Andrzejczuk), у 2007 році змінила прізвище на Анджеєвіч.

## Біографія
Дебютувала в 2004 році з альбомом «Gosia Andrzejewicz».
2005 року була запрошена гуртом Ivan i Delfin для спільного виступу на 50 пісенному конкурсі Євробачення 2005, котрий проходив у Києві.
У 2006 році брала участь у білоруському національному відбірковому турі на конкурс Євробачення 2006 з піснею «Dangerous Game». Того ж року записала сингли «Pozwól żyć» та «Słowa». Восени Ґося видала свій другий студійний альбом «Lustro» з синглом «Trochę ciepła». Співпрацювала з Kris Van D з яким записала композицію «Waiting for love».
14 серпня 2009 року відбулася прем'єра нового третього студійного альбому «Wojowniczka». Синглами стали композиції «Otwórz oczy», «Zabierz mnie» та «Wojowniczka».
У лютому 2011 року у складі короткочасного гурту S#G Projects випустила клубний сингл «Contagious». Навесні 2012 року у варшавському клубі «Міраж» відбулася прем'єра танцювального синглу «Loverboy», який вона записала в дуеті з Dr. Альбан. На початку серпня того ж року вона презентувала баладу «Фільм», кліп на яку вийшов на початку серпня 2014 року. Восени 2012 року випустила сингл «Choose to Believe», в якому взяли участь переможець NatStar. конкурсу реперів, оголошеного Анджєєвичем.
25 листопада 2014 року вона випустила подвійний альбом під назвою Фільм рекламували сингли: «Ciszej», «Klucz», «Obiecaj mi» та заголовний трек. У наступні роки вона випустила сингли «Moc» (2016), «Doceń to» (2017) і «Czy» (2019). Восени 2020 року вона посіла третє місце у фіналі тринадцятого випуску розважальної програми Polsat «Твоє обличчя звучить знайомо», у наступні роки з’явилася у двох різдвяних випусках програми (2020, 2021). У квітні 2021 року вона випустила сингл «Delete». У цьому ж році відбулася прем’єра пісні «Nie albo szła sam», записаної з Мандариною та Іною, яка є кавером на пісню «All The Things She Said» Тату та новою версією її хіта  „Otwórz oczy”.
У вересні 2022 року вона випустила сингл «Tylko Moje». 30 березня 2023 року вона випустила відеокліп на пісню «Na nazwa», а незабаром разом із St0n опублікувала ще одну пісню «Soulmate». 19 липня разом із Bajorson і Robert Wiewióra, вона випустила відеокліп на сингл «Nie Tell Me», який перевищив 500 000 переглядів на YouTube через тиждень після його прем'єри та посів третє місце в загальнонаціональному чарті. 6 серпня вона виступила під час туру Roztańczona Polska TVP, де вона виконала три пісні зі свого репертуару. 1 вересня вона випустила оновлену версію синглу «Wielcielka». 31 січня 2024 року вона випустила баладу «Intuicja».

## Особисте життя
Анджеєвіч перебуває у стосунках із музичним продюсером Артуром «St0ne» Камінським, від якого має сина Матеуша (2015 р.н.).
Він вільно розмовляє італійською та англійською.

### Дискографія
| Рік                  | Назва                          |
| -------------------- | ------------------------------ |
| 2004                 | Gosia Andrzejewicz             |
| 2006                 | Gosia Andrzejewicz Plus        |
| Lustro               |                                |
| 2007                 | The Best of Gosia Andrzejewicz |
| Zimno? Przytul mnie! |                                |
| 2009                 | Wojowniczka                    |

### Кліпи
- 2006: «Pozwól żyć»
- 2006: «Słowa»
- 2006: «Trochę ciepła»
- 2007: «Lustro»
- 2007: «Siła marzeń»
- 2007: «Magia świąt»
- 2008: «You Can Dance»
- 2009: «Otwórz oczy»
- 2009: «Zabierz mnie»
- 2010: «Wojowniczka»